# Куритиба
Куритѝба (на португалски: Curitiba) е град в Южна Бразилия, столица на щата Парана. Населението възлиза на 1 851 215 души по данни от преброяването през 2009 г. Градът е разположен на 60 км от Атлантическия океан. 
Основан е през 1654 г. Името се превежда от езика на местните индианци като „борово място“, тъй като в околностите е разпространен т. нар. вид „Бразилска араукария“ (пиратски бор).
Градът разполага с възел от железни и шосейни пътища, като има и аерогара. Освен това е важен център на търговията, целулозно-хартиената и дърво-обработващата промишленост, развити са и хранителната, кожно-обувната и химическата индустрия. Има университети, филологическа академия и краеведчески музей.
В Куритиба се намира Федералният университет на Парана, най-старият университет в Бразилия.